# Сан-Микеле-ди-Гандзария
Сан-Микеле-ди-Гандзария (итал. San Michele di Ganzaria) — коммуна в Италии, располагается в регионе Сицилия, подчиняется административному центру Катания.
Население составляет 4743 человека, плотность населения составляет 190 чел./км². Занимает площадь 25 км². Почтовый индекс — 95040. Телефонный код — 0933.
Покровителем коммуны почитается святой Архангел Михаил. Праздник ежегодно празднуется 29 сентября.